# Operacioni pojačavač
Operacioni pojačavač je diferencijalni elektronski pojačavač koji ima za cilj da pojača razliku između dva ulazna signala. Jedan ulaz ima pozitivan efekat dok drugi ima negativan efekat na izlazni signal, te je u skladu sa tim jedan neinvertujući (+) a drugi invertujući (-). Operacioni pojačavač pored dva ulazna i jednog izlaznog priključka posjeduje i dva terminala za napajanje od kojih je jedan pozitivan (+Vcc) a drugi negativan (-Vcc). Radi jednostavnosti obično se operacioni pojačavač na šemama prikazuje bez ova dva terminala. 

## Konstrukcija
Operacioni pojačavači se najčešće izrađuju u integrisanoj tehnici, obično u 8-pinskom ili 14-pinskom kućištu. Sastoje se iz tri osnovna dijela:
- ulaznog stepena
- naponskog pojačavača
- izlaznog stepena

- ulazni stepen pojačava razliku napona na ulaznim priključcima
- naponski pojačavač uvodi dodatno pojačanje signala
- izlazni stepen obezbjeđuje dovoljnu veliku snagu na izlazu odnosno dovoljno veliko strujno pojačanje

U skladu sa tim, ulazni stepen se izvodi kao diferencijalni pojačavač sa dva simetrična ulaza. Izlazni stepen, koji omogućava velika strujna pojačanja, realizuje se sa obično komplementarnim parom tranzistora. Iako dizajn varira između proizvođača, svi operacioni pojačavači imaju istu osnovnu unutrašnja strukturu. Na slici je prikazana konstrukcija operacionog pojačavača 741 kao i raspored nožica na njegovom kućištu:

## Karakteristike idealnog operacionog pojačavača
Teoretski za bilo koju vrijednost ulaznog napona idealni operacioni pojačavač karakteriše: 
- beskonačna ulazna otpornost (rezultuje nultim ulaznim strujama)
- nulta izlazna otpornost (rezultuje time da se izlaz ponaša kao idealni naponski izvor)
- beskonačno pojačanje u otvorenoj petlji
- beskonačna širina propusnog opsega
- beskonačna brzina odziva
- beskonačan faktor potiskivanja srednje vrijednosti signala
- nulta naponska i strujna razdešenost
- nulti šum

## Ograničenja realnog operacionog pojačavača
U praksi, karakteristike idealnog operacionog pojačavača nije moguće ostvariti, međutim mogu se postići dovoljno dobre osobine da nesavršenosti ne ometaju funkcionalnost. Nesavršenosti operacionih pojačavača naročito su bitne te se zbog toga prati njihov red veličine i mogućnosti njihovog dovođenja na najmanji mogući nivo. Operacioni pojačavači konstruisani na bazi FET-ova odnosno MOSFET-ova znatno su bliži idealnim karakteristikama u poređenju sa onim koji su izrađeni na bazi bipolarnih tranzistora. Ipak pojava nesavršenosti je neminovna i ogleda se u sledećim karakteristikama:
- postojanje ulazne struje polarizacije

- struje kroz ulazne priključke operacionog pojačavača; vrijednosti za operacione pojačavače koji su realizovani sa bipolarnim tranzistorima su od 10 do 100nA dok su struje kod realizacije sa FET-ovima reda pA
- postojanje strujne razdešenosti na ulazu

- strujna razdešenost predstavlja razliku između ulaznih struja polarizacije; nastaje zbog nemogućnosti izrade dva tranzistora sa istim karakterstikama; tipična vrijednost strujne razdešenosti je 20nA
- postojanje naponske razdešenosti na ulazu

- naponska razdešenost se definiše kao napon koji treba dovesti između ulaznih priključaka tako da pri jednakim ulaznim naponima, napon na izlazu bude nula; nastaje zbog istog razloga kao i strujni; tipična vrijednost naponske razdešenosti je 2-10mV
- temperaturna zavisnost strujne i naponske razdešenosti

- nastaje zbog neuparenosti komponenata na različitim temperaturama
- faktor potiskivanja srednje vrijednosti signala

- definiše se kao odnos diferencijalnog pojačanja i pojačanja srednje vrijednosti ulaznog signala; kvantitativno označava koliko pojačavač pojača razliku ulaznih napona nezavisno od njihove srednje vrijednosti; izražava se u decibelima dB
- konačna ulazna otpornost

- vrijednost ulazne otpornosti je od 100k do 10M oma, a definiše se kao otpornost sa strane ulaznih priključaka
- postojanje izlazne otpornosti

- vrijednost izlazne otpornosti je mala ali ona ipak postoji i kreće se od 50 do 500 oma
- konačno naponsko pojačanje

- naponsko pojačanje definiše se kao odnos izlaznog i ulaznog napona; kod realnih operacionih pojačavača naponsko pojačanje je funkcija učestanosti tako da pojačanje na različitim učestanostima ima različitu vrijednost
- konačna brzina promjene

- brzina promjene definiše se kao maksimalna moguća brzina promjene izlaznog napona operacionog pojačavača u vremenu

## Fabričke karakteristike operacionih pojačavača
Proizvođači navode mnoge karakteristike operacionih pojačavača kroz kataloge. Neke od tih karakteristika su: napon napajanja, snaga disipacije, dozvoljeni napon na ulazu, dozvoljena razlika između (+) i (-) ulaza, temperatura ambijenta, naponska razrešenost na ulazu, strujna razrešenost, ulazna struja, ulazna otpornost, izlazna otpornost, faktor potiskivanja srednje vrijednosti signala (CMRR), pojačanje bez povratne sprege, propusni opseg pri jediničnom pojačanju, propusni opseg pri punom izlaznom naponu, brzina porasta napona...

## Primjena operacionih pojačavača
Operacioni pojačavač predstavlja najčešće korišćeni sklop u savremenoj analognoj elektronici. Zbog veoma dobrih karakteristika i male cijene, često se koristi u analognim kolima za izvođenje operacija sabiranja, oduzimanja, množenja, djeljenja, diferenciranja i integraljenja. Takođe koristi se za izvođenje:
- jediničnih pojačavača
- invertujućih pojačavača
- neinvertujućih pojačavača
- naponskih komparatora
- logaritamskih pojačavača
- filtera
- A/D konvertora (pretvarača)
- D/A konvertora (pretvarača)
- U/I konvertora (pretvarača)

### Naponski komparator (poređivač)
Jedna od najčešćih primjena operacionog pojačavača je kao naponski komparator. Njegova uloga je da poredi dva ulazna signala.
{\displaystyle V_{\mathrm {out} }=\left\{{\begin{matrix}+V_{\mathrm {CC} }&V_{1}>V_{2}\\-V_{\mathrm {CC} }&V_{1}<V_{2}\end{matrix}}\right.}
- Ukoliko je napon na ulazu  veći od napona  tada će napon na izlazu operacionog pojačavača biti +Vcc (pozitivan napon napajanja)
- Ukoliko je napon na ulazu  veći od napona  tada će napon na izlazu operacionog pojačavača biti -Vcc (negativan napon napajanja)

Zaključujemo da se na izlazu idealnog operacionog pojačavača mogu pojaviti samo vrijednosti napona napajanja operacionog pojačavača ili manje.

### Neinvertujući pojačavač
Kod ovog pojačavača ulazni signal se dovodi na neinvertujući ulaz (+). Negativnom povratnom spregom dobijeno je konačno pojačanje koje zavisi isključivo od odabira vrijednosti za R1 i R2. Pojačanje kod neinvertujućeg pojačavača je uvijek veće od 1 i na izlazu se dobija signal koji je u fazi sa ulaznim signalom.
{\displaystyle V_{\mathrm {out} }=V_{\mathrm {in} }\left(1+{R_{2} \over R_{1}}\right)}
{\displaystyle I_{\mathrm {1} }={V^{-} \over R_{1}}}
{\displaystyle I_{\mathrm {2} }={V_{\mathrm {out} }-V^{-} \over R_{2}}}
{\displaystyle I_{\mathrm {1} }=I_{\mathrm {2} }\!\ }
{\displaystyle {V^{-} \over R_{1}}={V_{\mathrm {out} }-V^{-} \over R_{2}}}
{\displaystyle V^{-}=V^{+}=V_{\mathrm {in} }\!\ }
{\displaystyle V_{\mathrm {in} }R_{2}=\left(V_{\mathrm {out} }-V_{\mathrm {in} }\right)R_{1}}
{\displaystyle V_{\mathrm {in} }R_{1}+V_{\mathrm {in} }R_{2}=V_{\mathrm {out} }R_{1}\!\ }
{\displaystyle V_{\mathrm {in} }\left(R_{1}+R_{2}\right)=V_{\mathrm {out} }R_{1}}
{\displaystyle {V_{\mathrm {out} } \over V_{\mathrm {in} }}={R_{1}+R_{2} \over R_{1}}=1+{R_{2} \over R_{1}}}
{\displaystyle V_{\mathrm {out} }=V_{\mathrm {in} }\left(1+{R_{2} \over R_{1}}\right)}

### Invertujući pojačavač
Negativna povratna sprega, koja je ostvarena pomoću otpornika Rf, vraća dio signala sa izlaza na invertujući ulaz kako bi pojačanje operacionog pojačavača bilo konačno a ne beskonačno. Izuzetno je bitno da pojačanje ne zavisi od samog operacionog pojačavača već isključivo od izbora vrijednosti za Rf i Rin. Na kraju vidimo da je izlazni signal fazno pomeren za π u odnosu na ulazni signal o čemu nam govori znak (-) u matematičkom izrazu.
{\displaystyle V_{\mathrm {out} }=-V_{\mathrm {in} }\left({R_{f} \over R_{in}}\right)}
{\displaystyle V^{+}=V^{-}=0\!\ }
{\displaystyle I_{\mathrm {in} }={V_{\mathrm {in} }-0 \over R_{\mathrm {in} }}={V_{\mathrm {in} } \over R_{\mathrm {in} }}}
{\displaystyle I_{\mathrm {f} }={0-V_{\mathrm {out} } \over R_{\mathrm {f} }}=-{V_{\mathrm {out} } \over R_{\mathrm {f} }}}
{\displaystyle I_{\mathrm {in} }=I_{\mathrm {f} }\!\ }
{\displaystyle {V_{\mathrm {in} } \over R_{\mathrm {in} }}=-{V_{\mathrm {out} } \over R_{\mathrm {f} }}}
{\displaystyle V_{\mathrm {in} }R_{\mathrm {f} }=-V_{\mathrm {out} }R_{\mathrm {in} }\!\ }
{\displaystyle {V_{\mathrm {out} } \over V_{\mathrm {in} }}=-{R_{\mathrm {f} } \over R_{\mathrm {in} }}}
{\displaystyle V_{\mathrm {out} }=-V_{\mathrm {in} }\left({R_{f} \over R_{in}}\right)}

### Sumator (sabirač)
Uloga ovog sklopa je sabiranje signala prisutnih na ulazu, i davanje rezultata na izlazu.
{\displaystyle V_{\mathrm {out} }=-R_{\mathrm {f} }\left({V_{1} \over R_{1}}+{V_{2} \over R_{2}}+\cdots +{V_{n} \over R_{n}}\right)}
{\displaystyle I_{\mathrm {1} }={V_{\mathrm {1} } \over R_{\mathrm {1} }}} {\displaystyle I_{\mathrm {2} }={V_{\mathrm {2} } \over R_{\mathrm {2} }}\cdots I_{\mathrm {n} }={V_{\mathrm {n} } \over R_{\mathrm {n} }}}
{\displaystyle I_{\mathrm {f} }={0-V_{\mathrm {out} } \over R_{\mathrm {f} }}=-{V_{\mathrm {out} } \over R_{\mathrm {f} }}}
{\displaystyle I_{\mathrm {f} }=I_{\mathrm {1} }+I_{\mathrm {2} }+\cdots +I_{\mathrm {n} }\!\ }
{\displaystyle -{V_{\mathrm {out} } \over R_{\mathrm {f} }}={V_{\mathrm {1} } \over R_{\mathrm {1} }}+{V_{\mathrm {2} } \over R_{\mathrm {2} }}+\cdots +{V_{\mathrm {n} } \over R_{\mathrm {n} }}}
{\displaystyle V_{\mathrm {out} }=-R_{\mathrm {f} }\left({V_{1} \over R_{1}}+{V_{2} \over R_{2}}+\cdots +{V_{n} \over R_{n}}\right)}

### Integrator
Uloga ovog sklopa je integrisanje ulaznog signala po vremenu. 
{\displaystyle v_{\mathrm {out} }(t)=-{1 \over RC}\int v_{\mathrm {in} }(t)\,dt}
{\displaystyle V^{+}=V^{-}=0\!\ }
{\displaystyle i_{\mathrm {R} }(t)={v_{\mathrm {in} }(t) \over R}}
{\displaystyle i_{\mathrm {C} }(t)=C{dv_{\mathrm {C} }(t) \over dt}}
{\displaystyle i_{\mathrm {R} }(t)=i_{\mathrm {C} }(t)\!\ }
{\displaystyle {v_{\mathrm {in} }(t) \over R}=C{dv_{\mathrm {C} }(t) \over dt}}
{\displaystyle v_{\mathrm {in} }(t)=RC{dv_{\mathrm {C} }(t) \over dt}}
{\displaystyle v_{\mathrm {C} }(t)={1 \over RC}\int v_{\mathrm {in} }(t)\,dt}
{\displaystyle v_{\mathrm {C} }(t)=-v_{\mathrm {out} }(t)\!\ }
{\displaystyle v_{\mathrm {out} }(t)=-{1 \over RC}\int v_{\mathrm {in} }(t)\,dt}

### Diferencijator
Uloga ovog sklopa je diferenciranje (nalaženje prvog izvoda) ulaznog signala. Rezultat je dat na izlazu u obliku napona.
{\displaystyle v_{\mathrm {out} }(t)=-RC\left({dv_{\mathrm {in} }(t) \over dt}\right)}
{\displaystyle V^{+}=V^{-}=0\!\ }
{\displaystyle i_{\mathrm {C} }(t)=C{dv_{\mathrm {in} }(t) \over dt}}
{\displaystyle i_{\mathrm {R} }(t)={0-v_{\mathrm {out} }(t) \over R}}
{\displaystyle i_{\mathrm {R} }(t)=i_{\mathrm {C} }(t)\!\ }
{\displaystyle -{v_{\mathrm {out} }(t) \over R}=C{dv_{\mathrm {in} }(t) \over dt}}
{\displaystyle -{v_{\mathrm {out} }(t) \over RC}={dv_{\mathrm {in} }(t) \over dt}}
{\displaystyle v_{\mathrm {out} }(t)=-RC\left({dv_{\mathrm {in} }(t) \over dt}\right)}

### Diferencijalni pojačavač
Operacioni pojačavač ipak ne možemo koristiti direktno kao diferencijalni pojačavač. Zbog beskonačnog pojačanja opseg promjena ulaznih napona, gdje pojačavač ne radi kada je u zasićenju, je veoma mali. Rešenje se svodi na dodavanje povratne sprege kojom se dobija kontrolisano diferencijalno pojačanje. Ipak ova realizacija ima i svoje nedostatke.
{\displaystyle V_{\mathrm {out} }=V_{2}\left({\left(R_{\mathrm {f} }+R_{1}\right)R_{\mathrm {g} } \over \left(R_{\mathrm {g} }+R_{2}\right)R_{1}}\right)-V_{1}\left({R_{\mathrm {f} } \over R_{1}}\right)}
{\displaystyle V^{+}=V^{-}\!\ }
{\displaystyle I_{\mathrm {1} }={V_{\mathrm {1} }-V^{-} \over R_{\mathrm {1} }}}
{\displaystyle I_{\mathrm {f} }={V^{-}-V_{\mathrm {out} } \over R_{\mathrm {f} }}}
{\displaystyle I_{\mathrm {2} }={V_{\mathrm {2} }-V^{-} \over R_{\mathrm {2} }}}
{\displaystyle I_{\mathrm {g} }={V^{-}-0 \over R_{\mathrm {g} }}={V^{-} \over R_{\mathrm {g} }}}
{\displaystyle I_{\mathrm {1} }=I_{\mathrm {f} }\!\ }
{\displaystyle I_{\mathrm {2} }=I_{\mathrm {g} }\!\ }
{\displaystyle {V_{\mathrm {1} }-V^{-} \over R_{\mathrm {1} }}={V^{-}-V_{\mathrm {out} } \over R_{\mathrm {f} }}\cdots (1)}
{\displaystyle {V_{\mathrm {2} }-V^{-} \over R_{\mathrm {2} }}={V^{-} \over R_{\mathrm {g} }}\cdots (2)}
{\displaystyle R_{\mathrm {g} }(V_{\mathrm {2} }-V^{-})=R_{\mathrm {2} }V^{-}\!\ }
{\displaystyle R_{\mathrm {g} }V_{\mathrm {2} }-R_{\mathrm {g} }V^{-}=R_{\mathrm {2} }V^{-}\!\ }
{\displaystyle R_{\mathrm {g} }V_{\mathrm {2} }=(R_{\mathrm {2} }+R_{\mathrm {g} })V^{-}\!\ }
{\displaystyle V^{-}={R_{\mathrm {g} }V_{\mathrm {2} } \over R_{\mathrm {2} }+R_{\mathrm {g} }}\cdots (*)}
{\displaystyle {{V_{\mathrm {1} }-{R_{\mathrm {g} }V_{\mathrm {2} } \over R_{\mathrm {2} }+R_{\mathrm {g} }}} \over R_{\mathrm {1} }}={{{R_{\mathrm {g} }V_{\mathrm {2} } \over R_{\mathrm {2} }+R_{\mathrm {g} }}-V_{\mathrm {out} }} \over R_{\mathrm {f} }}}
{\displaystyle {R_{\mathrm {f} }V_{\mathrm {1} }-{R_{\mathrm {f} }R_{\mathrm {g} }V_{\mathrm {2} } \over R_{\mathrm {2} }+R_{\mathrm {g} }}}={R_{\mathrm {1} }R_{\mathrm {g} }V_{\mathrm {2} } \over R_{\mathrm {2} }+R_{\mathrm {g} }}-R_{\mathrm {1} }V_{\mathrm {out} }}
{\displaystyle R_{\mathrm {1} }V_{\mathrm {out} }={-R_{\mathrm {f} }V_{\mathrm {1} }-{R_{\mathrm {f} }R_{\mathrm {g} }V_{\mathrm {2} } \over R_{\mathrm {2} }+R_{\mathrm {g} }}}+{R_{\mathrm {1} }R_{\mathrm {g} }V_{\mathrm {2} } \over R_{\mathrm {2} }+R_{\mathrm {g} }}}
{\displaystyle R_{\mathrm {1} }V_{\mathrm {out} }={-R_{\mathrm {f} }V_{\mathrm {1} }+{R_{\mathrm {1} }R_{\mathrm {g} }V_{\mathrm {2} }+R_{\mathrm {f} }R_{\mathrm {g} }V_{\mathrm {2} } \over R_{\mathrm {2} }+R_{\mathrm {g} }}}}
{\displaystyle R_{\mathrm {1} }V_{\mathrm {out} }={-R_{\mathrm {f} }V_{\mathrm {1} }+{V_{\mathrm {2} }R_{\mathrm {g} }(R_{\mathrm {1} }+R_{\mathrm {f} }) \over R_{\mathrm {2} }+R_{\mathrm {g} }}}}
{\displaystyle V_{\mathrm {out} }={-{{R_{\mathrm {f} }} \over {R_{\mathrm {1} }}}V_{\mathrm {1} }+{R_{\mathrm {g} }(R_{\mathrm {1} }+R_{\mathrm {f} }) \over (R_{\mathrm {2} }+R_{\mathrm {g} })R_{\mathrm {1} }}V_{\mathrm {2} }}}
{\displaystyle V_{\mathrm {out} }=V_{2}\left({\left(R_{\mathrm {f} }+R_{1}\right)R_{\mathrm {g} } \over \left(R_{\mathrm {g} }+R_{2}\right)R_{1}}\right)-V_{1}\left({R_{\mathrm {f} } \over R_{1}}\right)}

### Instrumentacioni pojačavač
Instrumentacioni pojačavač ima znatno veću ulaznu impedansu u odnosu na diferencijalni pojačavač. Osim te prednosti, ovaj sklop posjeduje niz prednosti kao što su mogućnost regulacije pojačanja pomoću samo jednog otpornika (Rgain) i veoma dobar faktor potiskivanja srednje vrijednosti signala (CMRR) zbog uparenosti elemenata koje se ne remeti promjenom pojačanja odnosno promjenom otpornosti otpornika Rgain. Zbog svega toga, instrumentacioni pojačavač ima široku primjenu u medicini, odnosno svugdje gdje je potrebno pojačati male signale. 
{\displaystyle {V_{\mathrm {out} }}={R_{3} \over R_{2}}\left(1+{2R_{1} \over R_{\mathrm {gain} }}\right){(V_{2}-V_{1})}}

### Jedinični pojačavač
Jedinični pojačavač je specijalni slučaj neinvertujućeg pojačavača.
{\displaystyle V_{\mathrm {out} }=V_{\mathrm {in} }\!\ }
Ulazna impedansa jediničnog pojačavača je beskonačno velika, a njegovo naponsko pojačanje iznosi tačno jedan. Zato on predstavlja idealni razdvojni stepen, te predstavlja idealno rešenje kada je potrebno povezati sklop koji ima veoma veliku izlaznu impedansu sa sklopom koji ima malu ulaznu impedansu. Kao takav on sprečava uticaj opterećenja na sam izvor signala. 

## Literatura
- Basic Operational Amplifiers and Linear Integrated Circuits; 2nd Ed; Thomas L Floyd; David Buchla; 593 pages; 1998;  978-0-13-082987-0.
- Design with Operational Amplifiers and Analog Integrated Circuits; 3rd Ed; Sergio Franco; 672 pages; 2002;  978-0-07-232084-8. (book website)
- Operational Amplifiers and Linear Integrated Circuits; 6th Ed; Robert F Coughlin; 529 pages; 2000;  978-0-13-014991-6.
- Op-Amps and Linear Integrated Circuits; 4th Ed; Ram Gayakwad; 543 pages; 1999;  978-0-13-280868-2.
- Op Amps For Everyone; 1st Ed; Ron Mancini; 464 pages; 2002; Texas Instruments SLOD006B. (Free PDF Download)

## Spoljašnje veze
- Архивирано на веб-сајту  (20. март 2012)